# Корольков, Николай Иванович

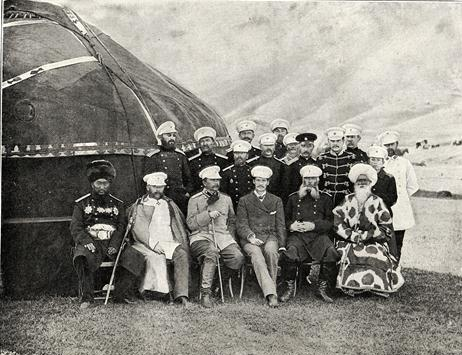
Генерал-лейтенант Вревский (первый ряд второй слева) и его штаб: генерал-майор Корольков (справа от Вревского), рядом с ним британский майор Элиот, между Корольковым и Элиотом во втором ряду — ГШ подполковник Галкин, крайние в первом ряду — бухарские чиновники. В третьем ряду крайний справа — военный врач Казанский, 1891 год.

Николай Иванович Корольков (28 декабря 1837 — 13 февраля 1906) — российский военный деятель, генерал от инфантерии, губернатор Ферганской и Сыр-Дарьинской областей, член Военного совета Российской империи.

## Биография
Родился 28 декабря 1837 года, происходил из дворян Смоленской губернии. Образование получил во 2-м кадетском корпусе, из которого выпущен 11 июня 1855 года прапорщиком в 1-ю артиллерийскую бригаду и 30 сентября того же года переведён в 3-ю артиллерийскую бригаду, где 11 сентября зачислен в 6-ю батарею. 21 декабря 1856 года произведён в подпоручики со старшинством от 23 сентября того же года. 29 сентября 1857 года прикомандирован к 5-й батареи, а 9 января следующего года переведен в 5-ю батарею.
Произведённый 1 июля 1860 года в поручики Корольков тогда же поступил в Николаевскую академию Генерального штаба. По окончании в академии курса в 1862 году за успехи в науках он 9 января 1863 года был произведён в штабс-капитаны и зачислен 19 ноября 1862 года в Главное артиллерийское управление с назначением на службу в 5-ю легкую батарею 12-й артиллерийской бригады.
17 января 1864 года переведён в Генеральный штаб и состоял сначала при штабе 6-й пехотной дивизии, а затем — при 7-й пехотной дивизии (с 4 августа). 3 февраля 1865 года назначен помощником старшего адъютанта штаба Виленского военного округа и 30 августа произведён в капитаны.
25 января 1867 года занял должность старшего адъютанта штаба 11-й пехотной дивизии, а 9 октября того же года переведён на аналогичную должность в штаб Туркестанского военного округа. 20 апреля 1869 года произведён в подполковники и 16 апреля 1872 года — в полковники. В 1872 году за отсутствием помощника начальника окружного штаба исправлял его должность.
9 мая 1873 года назначен состоящим для особых поручений при командующим войсками Туркестанского военного округа и в том же году участвовал в Хивинском походе. Был в сражениях при Уч-Учаке, осаде и занятии Хозараспа и наконец состоял при главнокомандующем генерал-адъютанте Кауфмане во время сдачи русским войскам Хивы. За отличия в этой кампании Корольков был награждён орденами св. Анны 2-й степени с императорской короной и мечами и св. Владимира 4-й степени с мечами и бантом. По возвращении из Хивы Корольков был председателем комиссии для выяснения вызванных ей расходов.
В 1875—1876 годах участвовал в войне против Кокандского ханства и за отличие получил орден св. Владимира 3-й степени с мечами.
С 28 июня 1876 года по 29 июня 1877 года Корольков командовал 3-м Западно-Сибирским линейным батальоном, затем, 3 августа 1877 года был назначен начальником Ташкентского военного госпиталя.
8 декабря 1877 года Корольков был назначен командиром 25-го пехотного Смоленского полка, но Туркестана не оставил, поскольку 7 января 1878 года это распоряжение был отменено и он был оставлен для особых поручений при командующем войсками округа, при котором состоял до 1884 года. За этот период Корольков неоднократно исправлял должность помощника начальника Заравшанского округа и помощника командующего войсками Ферганской области, совершал командировки из Ташкента в Кульджу и Санкт-Петербург, состоял членом нескольких комиссий. 1 января 1881 года произведён в генерал-майоры (со старшинством от 30 августа 1882 года).
24 декабря 1884 года назначен командиром 4-й Туркестанской линейной бригады. С 1885 года временно исправлял должность губернатора Ферганской области и командующего в ней войсками и 26 сентября 1887 года утверждён в этой должности.
Произведённый 30 августа 1892 года в генерал-лейтенанты Корольков 30 июня следующего года был переведён на должность губернатора Сыр-Дарьинской области, в 1898 году, после Андижанского восстания, временно исправлял должность Туркестанского генерал-губернатора и в 1902 году также являлся почётным мировым судьёй Ташкентского округа.
11 мая 1905 года Корольков был назначен членом Военного совета, а 3 января 1906 года с производством в генералы от инфантерии был уволен со службы с мундиром и пенсией.
Скончался 13 февраля 1906 года в Санкт-Петербурге, похоронен на Смоленском православном кладбище.

## Награды
Среди прочих наград Корольков имел ордена:
- Орден Святого Станислава 3-й степени (1865 год)
- Орден Святого Станислава 2-й степени (1870 год)
- Орден Святой Анны 2-й степени с императорской короной и мечами (1873 год)
- Орден Святого Владимира 4-й степени с мечами и бантом (1873 год)
- Орден Святого Владимира 3-й степени с мечами (1877 год)
- Орден Святого Станислава 1-й степени (1883 год)
- Орден Святой Анны 1-й степени (1885 год)
- Орден Святого Владимира 2-й степени (1889 год)
- Орден Белого орла (11 июля 1895 года)
- Орден Святого Александра Невского (11 июня 1905 года)

## Почести
В честь Николая Ивановича Королькова, который в течение более 30-летнего пребывания в Туркестане оказывал большие услуги изучению флоры Средней Азии (например, в Туркестанском отряде Кауфмана, являясь действительным членом РГО, Н. И. Корольков занимался сбором растений как дикой, так и культурной флоры), названо большое число растений, некоторые из них:
- Korolkowia Regel (1873)[3] [=Fritillaria Tourn. ex L.]
- Acantholimon korolkowii (Regel) Korovin ex Lincz. [=Acantholimon alatavicum var. korolkowii Regel]
- Acanthophyllum korolkowii Regel & Schmalh.
- Allium korolkowii Regel
- Arabis korolkowii Regel & Schmalh.
- Arum korolkowii Regel
- Astragalus korolkowii Bunge
- Cousinia korolkowii Regel & Schmalh. [=Arctium korolkowii (Regel & Schmalh.) Kuntze]
- Crocus korolkowii Maw & Regel
- Iris korolkowii Regel
- Lagotis korolkowii (Regel & Schmalh.) Maxim.
- Lonicera korolkowii Stapf
- Pedicularis korolkowii Regel
- Salvia korolkowii Regel & Schmalh.
- Sisymbrium korolkowii Regel & Schmalh. [=Rudolf-kamelinia korolkowii (Regel & Schmalh.) Al-Shehbaz & D.A.German]
- Tamarix korolkowii Regel & Schmalh.
- Trachelanthus korolkowii Lipsky
- Tulipa korolkowii Regel